# ТЕС Сенканг
4°10′34″ пд. ш. 120°4′23″ сх. д. / 4.17611° пд. ш. 120.07306° сх. д.
ТЕС Сенканг — теплова електростанція на індонезійському острові Сулавесі.
В 1997 – 1998 роках на майданчику станції став до ладу парогазовий блок комбінованого циклу потужністю 135 МВт, в якому дві газові турбіни потужністю по 42,5 МВт живлять через котли-утилізатори одну парову турбіну з показником 50 МВт.
В 2008-му ТЕС підсилили встановленою на роботу у відкритому циклі газовою турбіною потужністю 60 МВт. В 2013-му запустили ще одну таку ж газову турбіну та доповнили їх двома котлами-утилізаторами та однією паровою турбіною з показником 60 МВт, що дозволило створити другий парогазовий блок комібнованого циклу потужністю 180 МВт.
Станцію спорудили з розрахунку на використання природного газу, який надходить по трубопроводу довжиною 29 км з родовища Кампунг-Бару.
Видача продукції відбувається по ЛЕП, розрахованій на роботу під напругою 150 кВ.
Проект реалізували через компанію PT Energi Sengkang, яка належить індонезійській PT Trihasra Sarana Jaya Purnama та австралійськіим Energy Equity Corporation та Tenneco Holdings.